# ヨンカーズ駅
ヨンカーズ駅（英語：Yonkers Station）は、ニューヨーク州、ヨンカーズにある鉄道駅 。

## 概要
メトロノース鉄道のハドソン線とアムトラックのエンパイア回廊の駅である。この駅からマンハッタンのグランド・セントラル駅まで23kmで、30分程で到着する。線路は複々線で、ハドソン川の東岸に沿って敷かれている。

## 利用可能な鉄道路線／列車
アムトラック：
エンパイア回廊
アムトラックの停車する列車は下記の通り。
トロントとニューヨーク間の昼行国際列車メープルリーフ号…1日1往復停車
モントリオールとニューヨーク間の昼行国際列車アディロンダック…1日1往復停車
バーモント州ラトランドとニューヨーク間の昼行中距離列車イーサン・アレン・エクスプレス号…1日1往復停車
ニューヨーク州ナイアガラフォールズおよびオールバニとニューヨーク間の昼行中長距離列車エンパイア・サービス…1日4.5往復停車
この駅はアムトラックの大半がとまる。
メトロノース鉄道：
■ハドソン線
この駅はハドソン線の急行の一部が停車する。

## 歴史

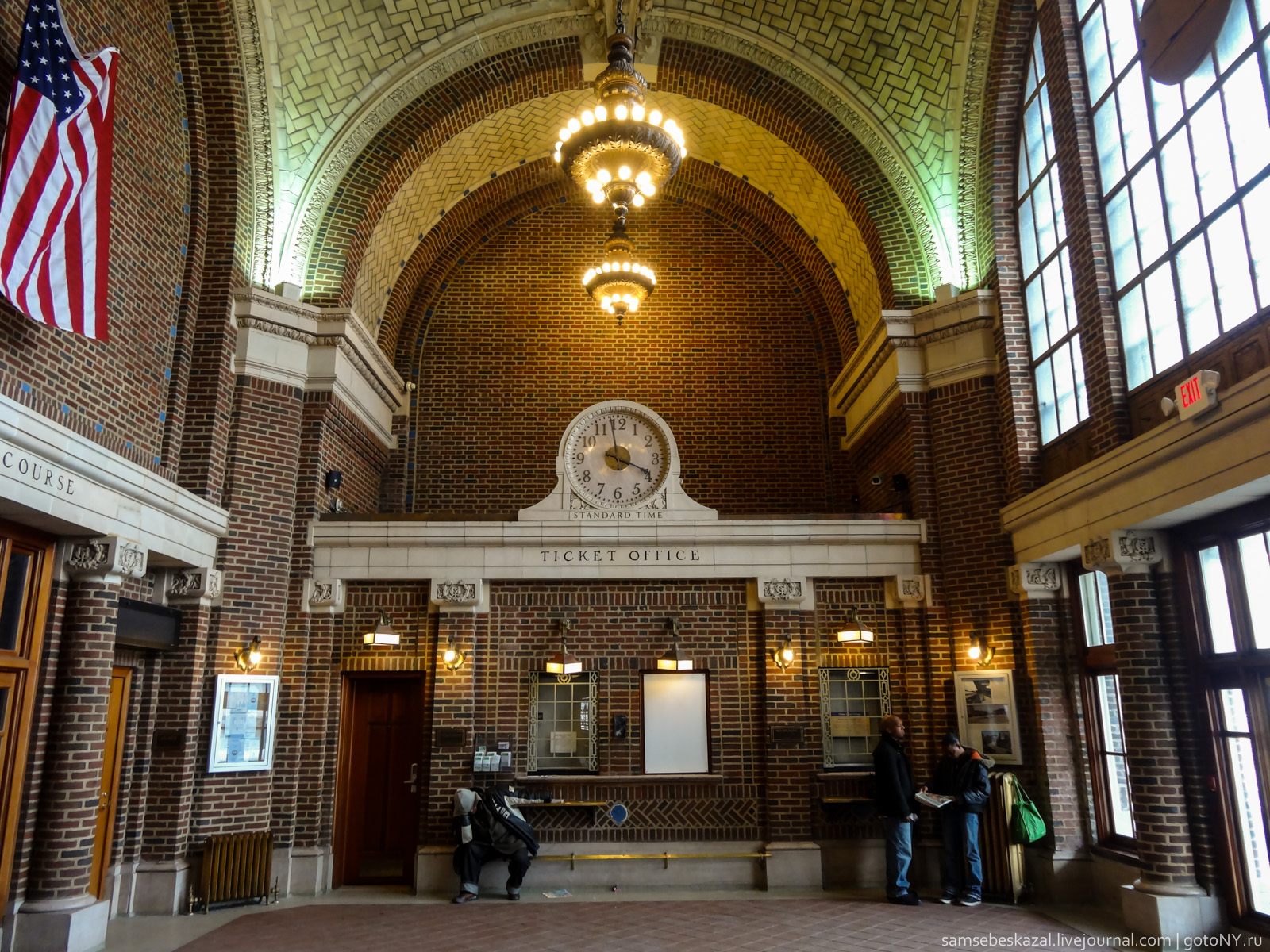
玄関ホール

ボザール様式の駅舎は1911年築である。

## 駅構造
2面4線（2島式）のホームを持つ地上駅である。ホームの有効長は10両編成分。
| 4番線 | ホーム | 2番線 | 1番線 | ホーム | 3番線 |

| のりば | 路線           | 方向 | 行先                                   | 備考 |
| ------ | -------------- | ---- | -------------------------------------- | ---- |
| 2・4   | ■ハドソン線    | 上り | グランド・セントラル方面               |      |
| 2・4   | エンパイア回廊 | 上り | ペンシルベニア駅方面                   |      |
| 1・3   | ■ハドソン線    | 下り | クロトン・ハーモン／ポキプシー方面     |      |
| 1・3   | エンパイア回廊 | 上り | ポキプシー／オールバニ・レンセラー方面 |      |

奇数の番号の線は西に位置する。

## バス
ビーラインバスシステム 6, 9, 25, 32

## 駅周辺
カワサキ・レイル・カー（川崎重工業の完全子会社）ヨンカーズ工場
パーキング 783台の車が駐車できる

## 隣の駅
メトロノース鉄道
■ハドソン線
ラッドロー - ヨンカーズ駅 - グレンウッド
アムトラック：
エンパイア回廊
クロトン・ハーモン - ヨンカーズ駅 - ニューヨーク・ペンシルベニア